# Веретило Олег Володимирович
Олег Володимирович Веретило (біл. Алег Уладзіміравіч Вераціла, нар. 10 липня 1988) — білоруський футболіст, захисник клубу «Динамо-Берестя» і національної збірної Білорусі.
Чемпіон Білорусі. Володар Кубка Білорусі.

## Клубна кар'єра
Народився 10 липня 1988 року. Вихованець футбольної школи клубу «Динамо» (Мінськ). Дорослу футбольну кар'єру розпочав 2007 року в основній команді того ж клубу, в якій провів вісім сезонів, взявши участь у 216 матчах чемпіонату.  Більшість часу, проведеного у складі мінського «Динамо», був основним гравцем захисту команди.
Протягом 2016 року захищав кольори клубу «Подбескідзе».
Своєю грою за останню команду привернув увагу представників тренерського штабу клубу «Мінськ», до складу якого приєднався 2016 року. Відіграв за команду з Мінська наступний сезон своєї ігрової кар'єри. Граючи у складі «Мінська» також здебільшого виходив на поле в основному складі команди.
До складу клубу «Динамо-Берестя» приєднався 2017 року. Станом на 12 квітня 2020 року відіграв за «динамівців» 69 матчів в національному чемпіонаті.

## Виступи за збірні
У складі юнацької збірної Білорусі (U-17) взяв участь у 15 іграх.
Протягом 2008–2011 років залучався до складу молодіжної збірної Білорусі. На молодіжному рівні зіграв у 32 офіційних матчах, забив 1 гол.
У 2011 році дебютував в офіційних матчах у складі національної збірної Білорусі.

## Титули і досягнення
- Чемпіон Білорусі (1):

«Динамо-Берестя»: 2019
- Володар Кубка Білорусі (1):

«Динамо-Берестя»: 2017-2018
- Володар Суперкубка Білорусі (3):

«Динамо-Берестя»: 2018, 2019, 2020